# Ян Юнвэй
Ян Юнвэй (кит. трад. 楊勇緯, пиньинь Yáng Yǒngwěi; род. 28 сентября 1997 года) — тайбэйский дзюдоист, серебряный призёр Олимпийских игр 2020 в Токио, призёр Азиатских игр 2018 года, призёр чемпионатов мира, трёхкратный серебряный призёр чемпионатов Азии по дзюдо.

## Спортивная карьера
В 2018 году на Азиатских играх. которые состоялись в Индонезии, Ян Юнвэй завоевал бронзовую медаль в весовой категории до 60 кг, в схватке за третье место победив спортсмена из Северной Кореи.
На чемпионате Азиатско-Тихоокеанского региона по дзюдо 2019 года в Фуджейре, в Объединенных Арабских Эмиратах, он выиграл серебряную медаль в соревнованиях среди мужчин до 60 кг. В том же году он также участвовал в мужских соревнованиях в весовой категории до 60 кг на чемпионате мира по дзюдо 2019 года, проходившем в Токио, но проиграл в четвертьфинале грузинскому дзюдоисту Лукуму Чхвимиани.
В 2021 году он стал серебряным призером на чемпионате Азиатско-Тихоокеанского региона, который проходил в Бишкеке.
В первый игровой день на летних Олимпийских играх в Токио, в весовой категории до 60 кг, Ян Юнвэй завоевал серебряную медаль, уступив только в финале японцу Наохисе Такато.
Весной 2024 года на предолимпийском чемпионате мира, который состоялся в Объединённых Арабских Эмиратах, Ян завоевал серебряную медаль. В финале он уступил спортсмену из Грузии Георгию Сардалашвили.